# Bach-Werke-Verzeichnis
« BWV » redirige ici. Pour les autres significations, voir BWV (homonymie).
Le Bach-Werke-Verzeichnis (Catalogue des œuvres de Bach), désigné couramment par le sigle BWV, est le catalogue thématique des œuvres de Johann Sebastian Bach établi dans les années 1950 par le musicologue allemand Wolfgang Schmieder.

## Histoire
Wolfgang Schmieder a attribué les numéros BWV en 1950, pour indiquer l'ordre des compositions dans le catalogue des œuvres de Bach intitulé Thematisch-systematisches Verzeichnis der musikalischen Werke von Johann Sebastian Bach (catalogue thématique-systématique des œuvres de musique de Johann Sebastian Bach).
Les numéros BWV sont universellement utilisés et acceptés comme la numérotation standard des œuvres de Bach ; par exemple, la Messe en si mineur est le BWV 232. Les œuvres jugées incomplètes ou d'authenticité douteuse au moment de la création du catalogue ont été listées dans le BWV Anhang (appendice BWV), et sont identifiées par le numéro BWV Anh. Le catalogue BWV est parfois mis à jour avec les nouvelles œuvres récemment découvertes qui sont ajoutées à la fin, alors qu'on ne retire pas le numéro des œuvres non authentiques. Les œuvres qui ne sont pas répertoriées dans le catalogue BWV sont parfois notées BWV deest (en latin deest = il manque, il fait défaut).
Les numéros BWV apparaissent parfois dans des publications anciennes sous la forme, par exemple, S. 232, qui fait référence aux « numéros Schmieder », alors que Schmieder s'est opposé à ce type de nomenclature et à cette utilisation, car il souhaitait que son nom ne soit pas explicitement attaché aux œuvres[réf. souhaitée].

## Classification

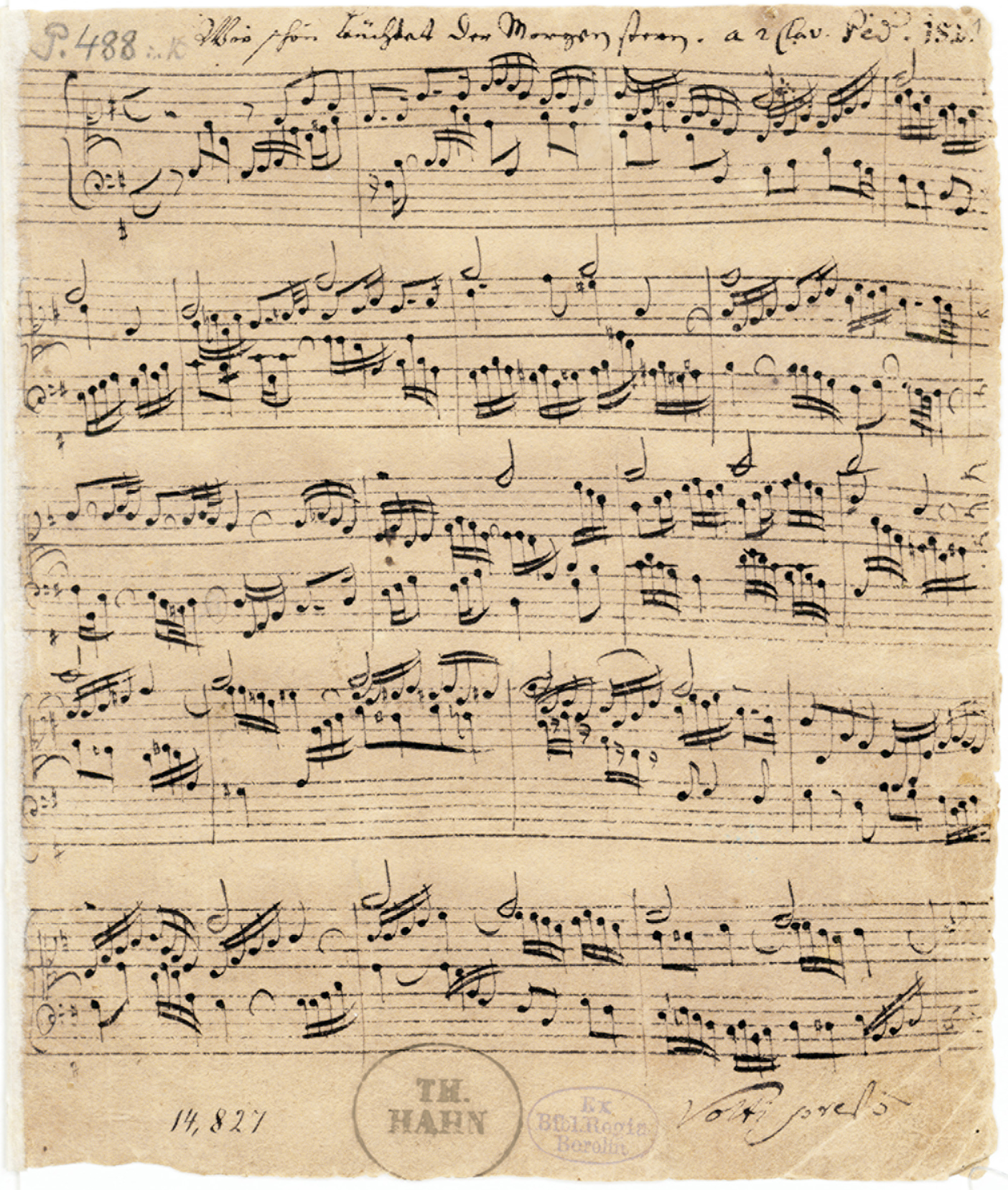
BWV 739

À la différence des catalogues arrangés par ordre chronologique pour d'autres compositeurs classiques, le catalogue Bach de Schmieder est arrangé par genre. C'est un catalogue thématique : les cantates en premier, ensuite les œuvres pour orgue, ensuite les œuvres pour clavier, et ainsi de suite ; donc, un petit numéro BWV n'indique pas nécessairement une œuvre de jeunesse.
Schmieder a choisi un ordre thématique à la place d'un ordre chronologique pour plusieurs raisons, dont les deux plus importantes sont probablement :
- de nombreuses œuvres de Bach ont des dates de composition incertaines. Même si la partition est datée, cela n'indique rien d'autre que la date à laquelle elle a été copiée, ou retouchée, etc. Cependant, depuis la publication originale du catalogue BWV de Schmieder, des musicologues ont établi beaucoup plus de dates probables ou certaines que ce que l'on pouvait imaginer dans les années 1950 ;
- la Bach Gesellschaft a publié des œuvres de Bach depuis 1851 (abréviation : BGA) ; ces publications existantes groupent les œuvres de Bach par genre (ou forme musicale), de sorte qu'une liste tenant compte de cette pratique établie prêtait moins à confusion.

Le corps principal de la première édition de 1950 est composé de 14 sections :
1. Cantates, BWV 1–224.
2. Motets, BWV 225–231.
3. Messes et Magnificat, BWV 232–243.
4. Passions et oratorios, BWV 244–249.
5. Chorals à quatre voix, BWV 250–438.
6. Airs et mélodies, BWV 439–524.
7. Œuvres pour orgue, BWV 525–771.
8. Œuvres pour clavier, BWV 772–994.
9. Œuvres pour luth, BWV 995–1000.
10. Musique de chambre, BWV 1001–1040.
11. Concertos, BWV 1041–1065.
12. Ouvertures pour orchestre, BWV 1066–1071.
13. Canons, BWV 1072–1078.
14. Œuvres théoriques, BWV 1079–1080.

Trois annexes sont publiées simultanément, notées « BWV Anh. » ou « Anh. », composées principalement d'œuvres perdues ou jugées douteuses :
1. Œuvres perdues ou fragmentaires, Anh. 1–23.
2. Œuvres douteuses, Anh. 24–155.
3. Œuvres apocryphes précédemment attribuées à Bach, Anh. 156–189.

## Éditions
Une deuxième édition est publiée en 1990, une troisième en 1998 et une troisième étendue en 2022
| Année | Notation | Contenu ajouté                                              |
| ----- | -------- | ----------------------------------------------------------- |
| 1950  | BWV      | Publication initiale par Schmieder : BWV 1–1080. Anh 1–189. |
| 1990  | BWV2     | Révision par Schmieder. Ajout des Anh. 190–213.             |
| 1998  | BWV2a    | Ajout des BWV 1081–1126.                                    |